# Molgula dicosta
Molgula dicosta är en sjöpungsart som beskrevs av C.S. Millar 1988. Molgula dicosta ingår i släktet Molgula och familjen kulsjöpungar.
Artens utbredningsområde är Indiska oceanen. Inga underarter finns listade i Catalogue of Life.